# Fraccionamiento las Fuentes, Veracruz
Fraccionamiento las Fuentes är en ort i Mexiko.   Den ligger i kommunen Xalapa och delstaten Veracruz, i den sydöstra delen av landet, 230 km öster om huvudstaden Mexico City. Fraccionamiento las Fuentes ligger 1 325 meter över havet och antalet invånare är 3 039.
Terrängen runt Fraccionamiento las Fuentes är kuperad österut, men västerut är den platt. Runt Fraccionamiento las Fuentes är det tätbefolkat, med 331 invånare per kvadratkilometer. Närmaste större samhälle är Xalapa, 5,0 km nordväst om Fraccionamiento las Fuentes. I omgivningarna runt Fraccionamiento las Fuentes växer huvudsakligen savannskog.